# تمارا دويتشر
تمارا دويتشر (بالإنجليزية: Tamara Deutscher)‏‏ (1 فبراير 1913 - 7 أغسطس 1990 ) كاتِبة من المملكة المتحدة.